# NGC 275
NGC 275 (ook wel PGC 2984, MCG -1-3-22, VV 81, ARP 140 of IRAS00485-0720) is een balkspiraalstelsel in het sterrenbeeld Walvis. NGC 275 ligt dicht bij NGC 274 waarmee het een wisselwerking heeft en staat op ongeveer 63 miljoen lichtjaar van de Aarde.
NGC 275 werd op 9 oktober 1828 ontdekt door de Britse astronoom John Herschel.
Waarnemers in de Benelux kunnen, aan de hand van NGC 275 en NGC 274, op zoek gaan naar de gordel van geostationaire satellieten. De telescoop met volgmechanisme dient naar NGC 275 of NGC 274 gericht te worden, de geostationaire satellieten bewegen traag doorheen het beeldveld.